# Гарде, Морис Марсель
Мори́с Марсе́ль Гарде́ (фр. Maurice Marcel Gardès, 4 февраля 1945 года, Лион, Франция) — католический прелат, архиепископ Оша с 21 декабря 2004 года.

## Биография
22 июня 1975 года Морис Марсель Гарде был рукоположен в священника.
21 декабря 2004 года Римский папа Иоанн Павел II назначил Мориса Марселя Гарде архиепископом Оша. 6 февраля 2005 года в состоялось рукоположение Мориса Марселя Гарде в епископа, которое совершил архиепископ Тулузы Эмиль Маркус в сослужении с архиепископом Лиона кардиналом Филиппом Барбареном и архиепископом Оша Морисом Люсьеном Фрешаром.